# Ensemble intercontemporain

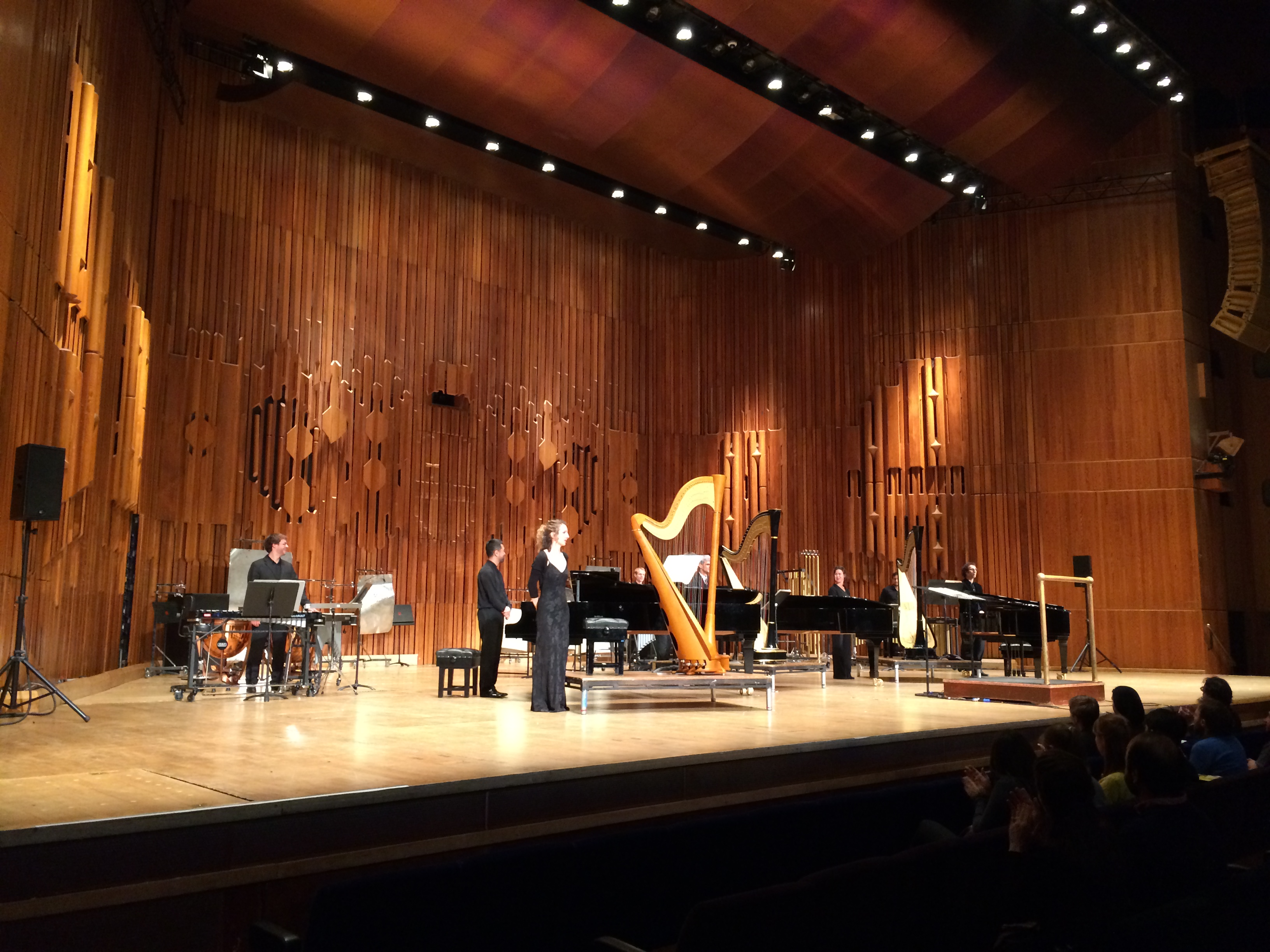
O Ensemble intercontemporain no Barbican Centre de Londres, maio de 2015

Ensemble intercontemporain é uma orquestra de câmara baseada em Paris, especializada em  contemporâneas. A orquestra foi fundada por Pierre Boulez em 1976 em associação com o ministro de cultura francês. 
Em 1979, Peter Eötvös tornou-se o regente, por indicação de Boulez. Outros diretores musicais incluem David Robertson (1992 - 2000) e Jonathan Nott (2000 - 2006) e Susanna Mälkki (2006-2013). Desde 2013 Matthias Pintscher é o diretor musical.